# Підвисоцький Володимир Валеріанович
Володимир Валеріанович Підвисоцький (24 травня (5 червня) 1857, с. Максимівка, Борзнянський повіт, Чернігівська губернія, Російська імперія — 22 січня (4 лютого) 1913, Санкт-Петербург, Російська імперія) — український патолог, ендокринолог, імунолог, мікробіолог, доктор медицини, професор. Основоположник київської школи патологів. Член-кореспондент Анатомічного товариства у Парижі (1887). Член-кореспондент Імператорської військово-медичної академії (1900). Ординарний почесний член Королівського інституту експериментальної терапії у Франкфурті-на-Майні (1911).

## Життєпис
Народився в 1857 році в сім'ї Валеріана Осиповича Підвисоцького, професора-фармаколога медичного факультету Казанського університету .
Початкову шкільну освіту отримав в Женеві, а в 1877 році закінчив курс в житомирській класичній гімназії і вступив на медичний факультет Київського університету св. Володимира, який закінчив у 1884 році. Під час навчання брав участь у нелегальних студентських зібраннях у березні 1878 р., за що отримав догану від адміністрації університету. Студентом виконав мікроскопічне дослідження будови підшлункової залози. В експедиції на Кавказі досліджував проказу. У 1886 році захистив докторську дисертацію на тему «Відродження тканин печінки» в лабораторії професора Ернста Циглера (Тюбінген, Німеччина) та йому присудили науковий ступінь доктора медицини. У 1885–1887 рр. як бактеріолог працював в Інституті Л. Пастера.
1887 — 1890 рр. В. Підвисоцький завідував кафедрою загальної та експериментальної патології Університету св. Володимира. Серед його учнів були майбутні академіки ВУАН: Олександр Богомолець, Данило Заболотний, Лев Тарасевич. Разом з ними вчений вивчав регенеративну здатність шлунку, нирок, мейбомієвих і слинних залоз. В. Підвисоцький був одним із ініціаторів ендокринологічних досліджень: вивчав розвиток граафових пухирців яєчника, діяльність надниркових залоз. У 1888 р. під його керівництвом Олександр Маньківський вперше отримав адреналін, назвавши його наднирковим стимуліном.
В. В. Підвисоцький вивчав захисні функції організму людини, вплив на нього збудників хвороб, патології мікроорганізмів. Результатом цих досліджень стала праця «Основи загальної та експериментальної патології. Керівництво до вивчення хворої людини», яка вперше вийшла друком у 1891 році, була перевидана понад 20 разів, перекладена на 17 іноземних мов і удостоєна премії Російської академії наук.
У 1890 р. В. Підвисоцький очолив заклади Червоного Хреста у Києві. Під час епідемії холери 1891 р. завідував одним із холерних бараків.
З 1895 по 1902 рік видавав щомісячний журнал «Русский архив патологии, клинической медицины и бактериологии», в якому співпрацювали Ілля Мечников, Володимир Високович, М. Філатов.
У 1900–1905 рр. В. Підвисоцький — декан медичного факультету в Новоросійському університеті (сьогодні — Одеський національний університет імені І. І. Мечникова) в Одесі. Викладав на Одеських вищих жіночих курсах. З допомогою меценатів йому вдалося зорганізувати і побудувати клініку дитячих хвороб. У 1905 р. обійняв посаду директора петербурзького Імператорського інституту експериментальної медицини. Організував санітарно-бактеріологічні курси, налагодив виготовлення дешевих лікарських сироваток для щеплень. Розпочав експериментальну роботу з хіміотерапії злоякісних новоутворень.

## Сім’я
В. В. Підвисоцький в 1893 році одружився з Зінаїдою Миколаївною Свірською, яка працювала лікарем-бактеріологом в Інституті Пастера в Парижі  .
Син, Анатолій Володимирович Підвисоцький, народився 15 березня 1894 року, в 1915 році закінчив Морський корпус, служив на Чорноморському флоті, потім у Збройних силах Півдня Росії, на березень 1920 року лейтенант флоту   . На еміграції у Франції, помер у Парижі після ІІ-ї світової війни .
В сім’ї було ще троє дітей від першого шлюбу Зінаїди Миколаївни з дворянином Полтавської губернії, уродженцем містечка Іваниця Миколою Федоровичем Свірським. Дружина з дорослими дітьми проживала в Парижі, В. Підвисоцький приїздив туди для активного відпочинку, відвідуючи художні виставки і концерти, та відволікався у колі сім’ї від напруженої праці.
Пасинок і падчерки В. Підвисоцького обрали творчі професії. Жорж Свірський закінчив в 1907 році Паризьку консерваторію, відомий піаніст. Юлія Миколаївна Свірська була відомою у 1910-х роках у Санкт-Петербурзі як художник і скульптор.Тамара Свірська (1888–1961) – танцівниця в стилі Айседори Дункан. Навчалась грі на фортепіано в Парижі і Мюнхені та вчилася танцям у Санкт-Петербурзі. Близько 1910 року у супроводі матері переїхала в США, де продовжила кар'єру танцівниці.

## Вшанування пам'яті
1959 року іменем професора Підвисоцького було названо вулицю в Печерському районі Києва.
5 червня 2017 року на державному рівні в Україні відзначалась пам'ятна дата — 160 років з дня народження Володимира Підвисоцького (1857—1913), мікробіолога, патолога і ендокринолога.